# Mega! Mega!
Mega! Mega! ist eine deutsche Indie-Rock-Band, die 2009 gegründet wurde.

## Geschichte
Die Musiker kennen sich seit ihrer Schulzeit und entstammen der Umgebung der saarländischen Stadt Saarlouis. Für ihr Studium zogen Peter und Cornelius nach Trier, wo die Band gegründet wurde. Antonino wohnte inzwischen in Berlin. Nach der Vorproduktion ihres Albums zogen letztendlich alle übrigen Mitglieder nach Berlin um intensiver am Album arbeiten zu können. Mitte 2012 wirkte Sänger Antonino bei Max Herres Single „Jeder Tag zuviel“ aus dem Nr.1-Album Hallo Welt! mit.
Die Band war mit Roadrunner Records 2012 in Verhandlungen, als das Label durch Warner Music kurz darauf übernommen wurde. Anfang 2013 unterzeichneten sie ihren ersten Major-Plattenvertrag.
Im April 2013 wurde die erste Single Lieutenant Pumpe aus dem Debütalbum Behalt die Nerven bei Warner Music veröffentlicht. Für das Musikvideo zu dem Titel ließ die Band Derrick Tuggle aus Los Angeles einfliegen, bekannt als Tänzer aus dem Musikvideo zu Lonely Boy von The Black Keys.
Die Gruppe nahm mit ihrer zweiten Single Strobo am Bundesvision Song Contest 2013 für Rheinland-Pfalz teil und erreichte den zehnten Platz.

## Diskografie

### EPs
- 2013: Die Nerven liegen blank (Warner)
- 2018: raus (bluelion records)

### Alben
- 2013: Behalt die Nerven (Warner)

### Singles
- 2012: Jeder Tag zuviel auf dem Album Hallo Welt! von Max Herre (Nesola, Universal Music)
- 2013: Lieutenant Pumpe (Warner)
- 2013: Strobo (Warner)
- 2018: Kardio (bluelion records)
- 2018: LA Okay (bluelion records)
- 2018: Libertà ed endorfine (bluelion records)
- 2019: Blitzverliebt (bluelion records)
- 2019: Titanic (bluelion records)
- 2019: Bleib mit mir wach (bluelion records)
- 2020: Lenker (bluelion records)